# YTSニュース スーパータイム
『YTSニュース スーパータイム』（ワイティーエスニュース スーパータイム）は、1987年4月1日から1993年3月31日まで山形テレビがフジテレビ系列時代（1993年3月31日まで）に夕方に放送していた、山形県向けのローカルワイドニュース番組（フジテレビ発『FNNスーパータイム』の山形県ローカル扱い）。

## 概要
前番組『FNN YTSニュースワイド60』を改題し、フジテレビの番組名に合わせる形でスタートした。フジテレビや他のFNN系列局とは違い、山形テレビはタイトルに「ニュース」をつけて放送していた（フジテレビでは『FNNスピーク』『FNN DATE LINE』とともに「フジテレビから『ニュース』が消えた」と報道されていたほどである）。
テレビ朝日系列へのネットチェンジ（詳細は山形テレビ#ネットチェンジを参照のこと）と同時に番組も終了し、以降はANN系列のニュース番組のタイトルを使用している（例：『スーパーJチャンネルYTSゴジダス』）。
なお、正式タイトルは『FNN YTSニュース スーパータイム → YTSニュース スーパータイム FNN』だった。後番組は『YTSステーションEYE』。

## タイトルバック
当初はフジテレビ全国ニュースと同じ地球イメージのもの。後期はその日の県内ニュースの映像をバックにしたもので、全国ネットと同じ「スーパータイム」のロゴの上に「YTSニュース」（後期は右下「FNN」も）と出たものであった。またタイトルコールもあった。全国ニュースの提供読みは当初はフジテレビから、後にYTS自社出しのものとなった。

## 歴代キャスター

### 平日
- 田岡明
- 山田基行
- 鈴木千尋

ほか

### 週末
- 天池眞樹
- 古池一子

ほか

## 放送時間
いずれもJST。

### 平日
- 月曜日 - 金曜日 18:00 - 19:00 （1987年4月1日 - 1993年3月31日）

### 週末
- 土曜日 18:00 - 18:30、日曜日 17:30 - 18:00 （1987年4月4日 - 1993年3月28日）